# Teppei Natori
Teppei Natori (em japonês: 名取 鉄平; Tóquio 11 de setembro de 2000) é um automobilista japonês.

## Carreira

### Campeonato de Fórmula 3 da FIA
Em 2019, Zendeli foi contratado pela equipe Carlin Buzz Racing para a disputa da temporada inaugural do Campeonato de Fórmula 3 da FIA.